# Doña Juana la Loca
Doña Juana la Loca es un óleo sobre lienzo del pintor español Francisco Pradilla, realizado en 1877. Se encuentra expuesto en el Museo del Prado de Madrid (España).

## Descripción
Pradilla lo envió desde Roma, donde había obtenido una plaza de pensionado, y fue tal el éxito que alcanzó que muy pronto se reprodujeron de él infinidad de copias oleográficas. En fecha reciente se ha localizado una réplica o versión de la obra, considerada igualmente pintada por Pradilla, en el Museo Nacional del Palacio Venezia de Roma.
El cuadro es un notable exponente del género histórico español. Obtuvo la medalla de honor en la Exposición Nacional de Bellas Artes de 1878, además de éxito en las Exposiciones Universales de París en 1878 y Viena en 1882, así como en Berlín.
Representa Pradilla en su lienzo a Juana la Loca en ocasión de velar el cadáver de su esposo a campo raso. Aparece la figura de la reina erguida de cuerpo, enjuta de rostro, las manos crispadas y la vista vuelta hacia el féretro. En torno de ella, se agrupan los cortesanos en varias actitudes siendo verdaderamente notable por su expresión la dama segunda del primer término de la derecha. 
La entonación es calurosa y los efectos de luz recuerdan un tanto a Rembrandt. Pero lo más admirable del cuadro y lo que desde luego impresiona tanto a los profesionales como a los aficionados es la maestría de la composición, resultando las figuras todas armónicamente dispuestas y hábilmente adecuadas a las circunstancias del lugar y de la patética escena que en él se desarrolla.

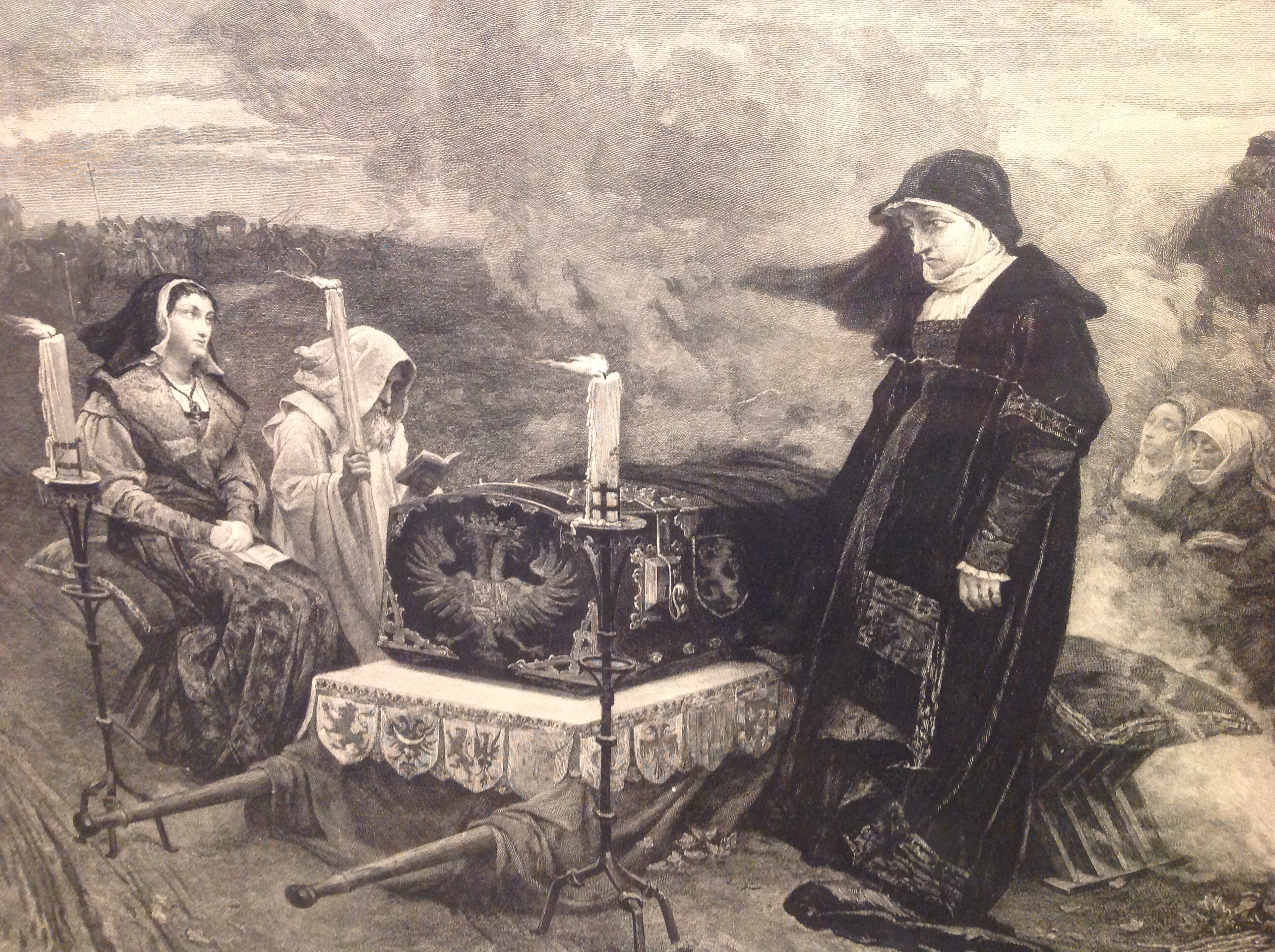
Grabado conservado en la Biblioteca Museo Víctor Balaguer.